# Maculinea lycaonius
Maculinea lycaonius är en fjärilsart som beskrevs av Schultz 1904. Maculinea lycaonius ingår i släktet Maculinea och familjen juvelvingar. Inga underarter finns listade i Catalogue of Life.